# Platz des 18. März
 (juillet 2025).
Si vous disposez d'ouvrages ou d'articles de référence ou si vous connaissez des sites web de qualité traitant du thème abordé ici, merci de compléter l'article en donnant les références utiles à sa vérifiabilité et en les liant à la section « Notes et références ».
La Platz des 18. März est une rue de Berlin située à l'extrémité est de la Straße des 17. Juni et du Großer Tiergarten du côté ouest devant la porte de Brandebourg dans la Dorotheenstadt et se trouve donc à un emplacement extrêmement central symbolique. Historiquement, la place, qui est interdite aux voitures dans sa zone intérieure, est située devant la porte à l'entrée du vieux Berlin. Elle forme le pendant de la Pariser Platz à l'est de la porte de Brandebourg et, comme elle, a été équipée d'un pavage élaboré, de candélabres Schupmann historiques et de panneaux d'information après la réunification allemande. Il est particulièrement fréquenté par les visiteurs de la ville et est souvent utilisé pour des rassemblements et des événements.

## Histoire
Le nom, choisi en 2000, est destiné à commémorer les événements du 18 mars 1848 et de 1990. Le 18 mars, lorsque des centaines de civils sont morts dans des combats de barricades à Berlin, est considéré comme la date la plus importante de la révolution de 1848, qui a établi les traditions libérales et démocratiques en Allemagne. Le 18 mars 1990, les citoyens de la RDA se prononcent à une large majorité en faveur du rétablissement de l'unité allemande et contre le maintien de la RDA. Les deux tournants historiques sont honorés avec le nom de la place directement au bâtiment le plus célèbre d'Allemagne et en même temps au point le plus connu du rideau de fer.
Entre 1961 et 1990, alors que le mur de Berlin existait, la place se trouve dans la zone restreinte de Berlin-Est et était entourée d'une section semi-circulaire du mur, qui avait trois mètres d'épaisseur pour les barrières antichars et dont le tracé est maintenant marqué dans l'asphalte avec une rangée de pierres doubles.
Avec une plate-forme d'observation pour une vue sur la partie orientale de la ville, la place est également un point de confrontation pendant la guerre froide. Depuis la fin des années 1990, il y a eu deux plaques du Berlin Wall History Mile sur la place à droite et à gauche de la Strasse des 17. Juni est devenu.
En 1987, le président américain Ronald Reagan se rend à Berlin et, juste devant le mur de la porte de Brandebourg, demande : « Monsieur Gorbatchev, ouvrez cette porte ». Après l'annonce de la liberté de circulation et l'ouverture surprenante de la frontière le 9 novembre 1989, les Berlinois-Ouest affluent vers la porte de Brandebourg et beaucoup escaladent le haut du mur qui entoure la place. Ces images ont fait le tour du monde. Le 22 décembre 1989, le mur s'ouvre ici aussi.

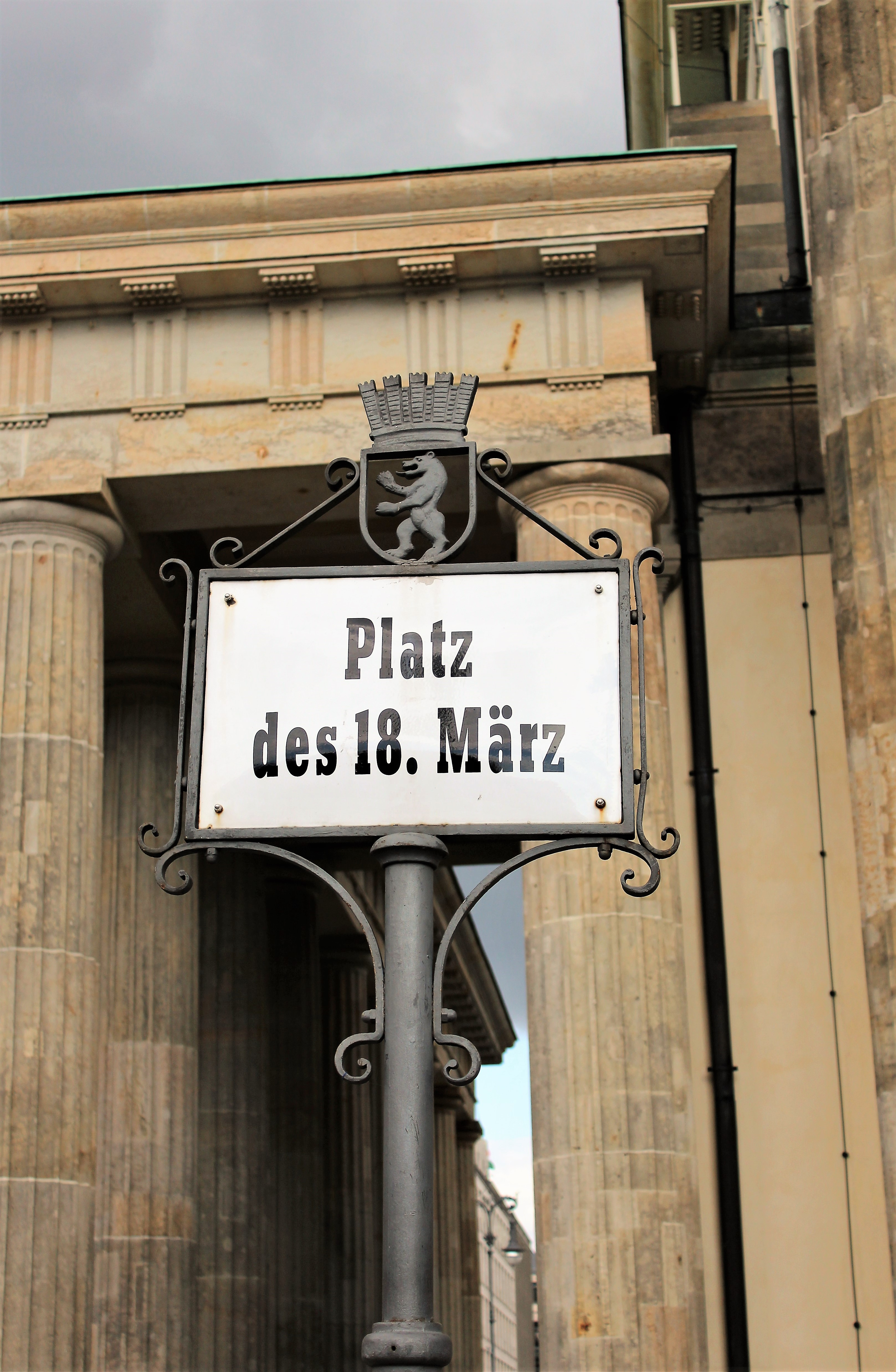
Plaque de la Platz des 18. März.